# Избори за одборнике Скупштине града Новог Сада 2020.
Избори за одборнике Скупштине града Новог Сада 2020. су одржани 21. јуна 2020. у склопу локалних избора те године, а истовремено са парламентарним изборима и покрајинским изборима. Коалиција око СНС је убедљиво победила, освојивши 52 од 78 одборничких места, и за градоначелника је поново изабран Милош Вучевић, што је први градоначелник у историји Новог Сада коме је то пошло за руком., а локалну власт је направила коалиција око СНС, СПАС, ЛСВ, и СПС.